# Byron (cráter)
Byron es un cráter de impacto de 106,58 km de diámetro del planeta Mercurio. Debe su nombre al poeta inglés Lord Byron (1788-1824), y su nombre fue aprobado por la  Unión Astronómica Internacional en 1976